# Eveno-Bytantaysky (huyện)
Huyện Eveno-Bytantaysky (tiếng Nga: ? райо́н) là một huyện hành chính tự quản (raion), của Cộng hòa Sakha, Nga. Huyện có diện tích 50949 kilômét vuông, dân số thời điểm ngày 1 tháng 1 năm 2000 là 6500 người. Trung tâm của huyện đóng ở Batagay-Alyita.